# Tomáš Mikinič
Tomáš Mikinič (Trnava, 22 novembre 1992) è un calciatore slovacco, centrocampista del Polonia Nysa.

## Carriera
Ha giocato nella massima serie slovacca.